# 纏向村
纏向村（まきむくむら）は奈良県北西部、磯城郡に属していた村。現在は桜井市の北部。

## 歴史
- 1889年（明治22年）4月1日 - 町村制の施行により、式上郡 辻村、草川村、太田村、大豆越村、巻野内村、穴師村、東田村、江包村、豊前村、豊田村が合併し纏向村が成立。
- 1897年（明治30年）4月1日 - 所属郡が磯城郡に変更。
- 1955年（昭和30年）7月10日 - 三輪町、織田村と合併し、大三輪町が発足。同日纏向村消滅。

## 交通

### 鉄道路線
- 日本国有鉄道
  - 桜井線

当時、巻向駅は未開業。